# Robert Athlyi Rogers
(Shepherd) Robert Athlyi Rogers (ur. na Anguilli) jest autorem Holy Piby, jednego z najważniejszych tekstów ruchu Rastafari, który pisał między 1913 a 1917 i opublikował w 1924. Popełnił on samobójstwo 24 sierpnia 1931.